# Jean-Marc Ferrer
Jean-Marc Ferrer, né le 26 octobre 1963, à Ollioules (Var), est un historien d'art et un éditeur, fondateur des Ardents Éditeurs.

## Biographie
Né dans le Var, Jean-Marc Ferrer arrive en Limousin en 1974. Il passe un baccalauréat A3 (arts plastiques, histoire de l’art) puis poursuit un cursus d'histoire et soutient une maîtrise d’histoire avec un mémoire remarqué sur le théâtre Berlioz, place de la République, et l’opéra au XIXe siècle à Limoges.
Pendant 25 ans, il enseigne l'histoire-géographie et l'histoire de l'art à Limoges.

### Éditeur et historien de l'art
Historien de l'art —  spécialiste des arts décoratifs des XIXe et XXe siècles, de l'histoire de la porcelaine et de l'émail de Limoges, de la photographie et de la peinture —, éditeur et commissaire d'exposition, les trois fonctions étant étroitement mêlées, il fonde en 2007 Les Ardents Éditeurs, une maison d'édition spécialisée dans le Limousin et l'histoire de l'art.

## Publications

### Auteur ou co-auteur
- Camille Tharaud : 1878-1956, l’art de la porcelaine de grand feu, éditions Lucien Souny, 1994
- Des funérailles de porcelaine. L’art de la plaque funéraire en porcelaine de Limoges au XIXe siècle, éditions Culture & Patrimoine en Limousin, 2000
- Présence de l’objet. Créations céramiques au CRAFT-Limoges (avec Jean-Marc Prévost et Jeanne Quéheillard), éditions Grégoire-Gardette, 2000
- Une histoire de Limoges (avec Philippe Grandcoing), éditions Culture & Patrimoine en Limousin, 2003
- L’Art de l’émail à Limoges (avec Véronique Notin), éditions Culture & Patrimoine en Limousin, 2005
- Cousins cuisine (avec Marie-Hélène Restoin-Evert), éditions Culture & Patrimoine en Limousin, 2005
- Esprit porcelaine (avec Marie-Hélène Evert, photographies de Matthieu Bussereau, préface de Chantal Meslin-Perrier), Les Ardents Éditeurs, 2009
- Intérieurs secrets en Limousin : Antiquités – décoration – design (avec Véronique Éloy, photographies d'Amélie Chassary), Les Ardents Éditeurs, 2010
- Une histoire de la photographie à Limoges : 1839-1914 (avec Étienne Rouziès), Les Ardents Éditeurs, 2011
- La Photographie dans la vallée de la Creuse au temps de l’impressionnisme (1875-1920), Les Ardents Éditeurs, 2013 Prix de la ville de Châteauroux Guy-Vanhor 2014[2].
- Parcs et jardins secrets en Limousin (avec Marie-Hélène Restoin-Evert et des photographies d'Amélie Chassary), Les Ardents Éditeurs, 2013

### Direction d'ouvrage
(Tous aux éditions Les Ardents Éditeurs.)
- Limoges souterrain. Mythes des profondeurs (photographies de Matthieu Bussereau),  2012
- Suzanne Lalique-Haviland, le décor réinventé : 1892-1989, 2012
- Les Sites remarquables du Limousin : Haute-Vienne, DREAL du Limousin, 2014
- Les Sites remarquables du Limousin : Haute-Vienne, DREAL du Limousin, 2014
- Fernande & Fernand Maillaud et les arts décoratifs, 2015